# Circaea glabrescens
Circaea glabrescens är en dunörtsväxtart som först beskrevs av Pampan., och fick sitt nu gällande namn av Hand.-mazz.. Circaea glabrescens ingår i släktet häxörter, och familjen dunörtsväxter. Inga underarter finns listade i Catalogue of Life.